# Presa Solís
Die Presa Solís (deutsch: Solís-Staudamm) ist ein Staudamm im Süden des mexikanischen Bundesstaats Guanajuato im Flussbett des Río Lerma. Das Wasser des Stausees dient der Bewässerung der landwirtschaftlichen Flächen im Municipio Acámbaro. 1949 wurde der Damm vom damaligen Präsidenten Miguel Alemán Valdés eingeweiht.
Etwa sechs Kilometer östlich der Presa Solís befindet sich am Río Lerma gelegen die Stadt Acámbaro.

## Geschichte
Die 1926 gegründete damalige Comisión Nacional de Irrigación („Nationale Bewässerungskommission“) begann im gleichen Jahr mit der Suche nach einer geeigneten Stelle für einen Stausee im Lerma-Chapala-Becken, da die Sicherung der landwirtschaftlichen Produktivität entsprechende wasserbauliche Maßnahmen erforderte. Für die Landwirte dort gibt es zwei Produktionszyklen: die Herbst-Winter-Phase, in der Weizen, Hafer und Gerste angebaut werden, und die Frühling-Sommer-Phase, in der Sorghum und Mais überwiegen. Einerseits sollte die bedarfsgerechte Bewässerung der Agrarflächen sichergestellt, andererseits den zerstörerischen Überschwemmungen durch Hochwasser des Río Lerma vorgebeugt werden. Mitte der dreißiger Jahre wurde die Planung konkret: Die Reservoirfläche sollte in der natürlichen Senke am Eintritt des Río Lerma in den Bundesstaat Guanajuato entstehen und eine Fläche von 7.722 Hektar einnehmen. In dem Gebiet befanden sich seinerzeit die Siedlungen Chupícuaro, La Encarnación, Santa Inés, San José de Porto, Puriancícuaro, Buenavista, El Tornero, San Miguel, El Aguaje, El Tejocote, Munguia, San Vicente, La Mora, La Estanzuela, Puruaguita, Agua Blanca und Paso de Ovejas.
Der Bau des Solís-Staudamms begann 1939 unter der Regierung von Lázaro Cárdenas del Río und dauerte über die Regierungszeit von Manuel Ávila Camacho bis in diejenige von Miguel Alemán Valdés. Am 15. Mai 1949 fand die Einweihung durch Miguel Alemán Valdés statt. Die von der Überflutung betroffenen Einwohner wurden umgesiedelt, die historische vorspanische Siedlung Chupícuaro wurde wenige Kilometer östlich der Stadt Acámbaro als (Nuevo) Chupícuaro neu gegründet.
Auf dem Grund des Stausees liegen Ausgrabungsstätten der Chupícuaro-Kultur.
1958 kam es im Zuge kräftiger Regenfälle zu starken Überschwemmungen in mehreren Gebieten des Municipio Acámbaro, als der Río Lerma über die Ufer trat. Die Regulierung durch den Solís-Staudamm war durch eine Ansammlung von Wasserhyazinthen beeinträchtigt. Auch die Stadt Acámbaro war erheblich betroffen, weswegen in der Folge in Acámbaro eine Schutzmauer am Flusslauf gebaut wurde, um die städtische Bevölkerung zu schützen. Die Katastrophe von 1958, aber auch weitere Überschwemmungen, die 1971 und 1973 besonders stark waren,  veranlassten die Behörde  Secretaría de Agricultura y Recursos Hidraúlicos dazu, die Kapazität des Stausees durch eine Erhöhung des Staudamms zu vergrößern. 1980 erfolgte die Einweihung der erweiterten Kapazität.
Ende 2018 informierte die Firma „Hidroeléctrica Solís“ die Presse über die geplante Errichtung eines Wasserkraftwerkes. Alle erforderlichen Genehmigungen seien bereits erteilt.

## Technische Angaben
Die Kapazität des Stausees am Solís-Damm zum Zeitpunkt seiner Einweihung am 15. Mai 1949 betrug 728 Millionen Kubikmeter Wasser ‒ zu der damaligen Zeit für den Wasserbau in Mexiko ein beachtliches Volumen ‒ bei einer Bauwerkhöhe von 52 m.
Mit einem Zuschlag von gut 400 Millionen Kubikmetern zu den für die Landwirtschaft veranschlagten 800 Millionen Kubikmetern, die die Bewässerung von rund 120.000 Hektar Agrarflächen flussabwärts sicherstellen sollen, wurde in den 1970er Jahren das Fassungsvermögen auf 1214 bzw. 1217 Millionen Kubikmetern erweitert und 1980 eingeweiht. In den 70 Jahren seines Bestehens hat der Damm etwa 130 Millionen Kubikmeter Fassungsvermögen eingebüßt und besitzt mit Stand 2019 eine Kapazität von 1071 Millionen Kubikmetern.